# Mezőszentandrás
Mezőszentandrás (románul: Sântu), németül Sankt-Andreas, más néven Szentandrás, Szentesháza; falu Romániában, Maros megyében.

## Fekvése
Tekétől délkeletre fekvő település.

## Nevének eredete
Nevét valószínűleg Szent András tiszteletére szentelt templomáról kapta, amely azonban nyom nélkül eltűnt.

## Története
1228-ban Széplak (Debrád) határjárásában említették először, mint Bana ispán birtokát. 1319-ben Zentushaza, 1319-ben p. Scentushaza, 1323-ban p. Zentushaza, 1332-ben Gindusdorf, Sindusdorf, 1358-ban p. Zenthandryas, 1362-ben p. Zenth Andreas, 1468-ban p. Zenthandras néven volt említve.
1319-ben a király mint öröklött birtokot a Kacsics nemzetségbeli Mihály fia Simon ispánnak adta vissza, de még ez évben Simon unokatestvérének adományozta, mint a hűtlen Ipoch fia András elkobzott birtokát, majd nem sokkal később, 1323-ban Szécsényi Tamás vajdát erősítette meg e birtokban. 1332-ben neve szerepelt a pápai tizedjegyzékben is, tehát ekkor már egyházas hely is volt, papja ez évben kettő és fél kuntinus pápai tizedet fizetett.
1508-ban p. Zenthandras  a Bánffy, Toroszkai, N. Ungor, D. Árka, Szobi, Bethleni, Bikli, Farnasi, Farnasi Veres, Kecseti, H. Farkas, Papfalvi családok birtoka volt.
1444-ben Papfalvi János ZenthAndreas nevű birtokát Farnasi Dénes védelme alá helyezte. 1473-ban Nádasdi Ungor János, 1639-ben pedig I. Rákóczi György volt a birtokosa.
A trianoni békeszerződésig Kolozs vármegye Tekei járásához tartozott.

## Népessége
1910-ben 640 lakosából 617 román, 14 magyar, 9 német volt.
2002-ben 409 lakosa volt, ebből 400 román, 5 magyar, 2 német és 2 cigány nemzetiségű.

## Vallások
A falu lakói közül 347-en ortodox, 56-an görögkatolikus, 4-en református hitűek és 1 fő evangélikus.